# Rejestrator
Rejestrator, rejestrator przemysłowy – urządzenie służące do zapisu (archiwizacji) i prezentacji (wizualizacji) informacji o przebiegu parametrów kontrolowanych procesów technologicznych w czasie (np. temperatura, ciśnienie) oraz ewentualnie warunków, w których te procesy są realizowane (np. temperatura otoczenia, wilgotność, zapylenie).
Ze względu na rodzaj nośnika zapisu wyróżnia się następujące typy rejestratorów:
- rejestratory papierowe – w których dane zapisywane są na taśmie papierowej (najczęściej za pomocą pisaka);
- rejestratory cyfrowe – w których dane są zapisywane na nośnikach pamięci cyfrowej (karty pamięci FLASH, dyski twarde,  taśmy magnetyczne itp.).

Już na etapie produkcji rozstrzyga się czy rejestrator będzie przystosowany do pomiaru określonych parametrów (np. temperatura, prąd, napięcie) i w jakim zakresie, czy też będzie wyposażony w wejścia prądowe uniwersalne (0/4…20 mA DC), pozwalające na odbiór sygnałów pomiarowych z czujników różnego typu, w szerokim zakresie wartości.
Rejestratory z drugiej grupy są wyposażane w układy elektroniczne umożliwiające skalowanie sygnałów, mogą mieć wyjścia alarmowe do sygnalizacji stanów przekroczenia wielkości zdefiniowanych jako graniczne oraz interfejsy komunikacyjne (serwer WWW. Ethernet, RS-485 itp.) pozwalające na przesyłanie danych w czasie rzeczywistym do cyfrowych systemów kontroli sterowania, SCADA i DCS.